# Embassament d'Odelouca
L'embassament d'Odelouca es troba a l'Algarve, Portugal. Se situa a la ribeira d'Odelouca. La presa va començar a funcionar al 2009.

## Presa
És una presa de materials solts (terra homogènia). Té una alçada de 76 m per damunt dels ciments i una longitud de coronació de 418 m. El volum de l'embassament és de 2.000.000 m³. Té una capacitat de descàrrega màxima de 1.513 m³/s.

## Albufera
L'albufera de la presa conté una superfície inundable al NPA (Nivell Ple d'Emmagatzemament) de 7,8 km² i té una capacitat total de 157 Mio. m³ (capacitat útil de 134 Mio. m³). Les cotes d'aigua en l'albufera són: NPA de 102 m, NMC (Nivell Màxim) de 102,35 m i NME (Nivell Mínim d'Explotació) de 72 m.(2)(3)